# Sommerschafweide in der Eselsweide
Das Gebiet Sommerschafweide in der Eselsweide ist ein vom Landratsamt Münsingen am 31. Mai 1955 durch Verordnung ausgewiesenes Landschaftsschutzgebiet auf dem Gebiet der Gemeinde Zwiefalten.

## Lage
Das nur etwa 3,5 Hektar große Landschaftsschutzgebiet besteht aus zwei Teilgebieten und liegt etwa 1,5 Kilometer nördlich des Ortsteils Gauingen nahe der Gemeindegrenze zu Hayingen. Es gehört zum Naturraum Mittlere Flächenalb und liegt in der Entwicklungszone des Biosphärengebiets Schwäbische Alb.
Das Gebiet liegt geologisch gesehen in einer Zementmergelschüssel des Oberjuras.

## Landschaftscharakter
Die einstigen Schafweiden sind heute durch Aufforstung weitgehend bewaldet. Die übrigen Flächen des Schutzgebiets werden heute als Wirtschaftsgrünland genutzt. 